# トランス・ワールド航空847便テロ事件
トランス・ワールド航空847便テロ事件（TWA Flight 847）とは、1985年6月14日金曜日に発生した、旅客機を狙ったハイジャックテロ事件である。
長期にわたって続いたハイジャック事件で、乗客として搭乗していたアメリカ海軍のダイバー1人が射殺された。

## 事件の概要
事件にあった旅客機は、当時、アメリカで最大手航空会社であったトランス・ワールド航空 (TWA) が運航する、847便であった。機種はボーイング727（機体記号N64339）であった。
847便は、1985年6月14日金曜日にアテネ（ギリシャ）からローマ（イタリア）に向けて飛行していた。午前10時10分に出発し、153人の乗客と乗員を乗せて飛行中、乗客として搭乗していたヒズボラとイスラーム聖戦のメンバーを名乗る2人のテロリストによってハイジャックされた。
彼らの要求は、
- イスラエルによって捕らえられたすべてのレバノン人の解放
- 南レバノンでのイスラエルの軍事活動の停止
- 中東でのアメリカの軍事活動の停止

であった。

### ベイルートとアルジェでの給油
しばらく飛行を続け、まもなくレバノンのベイルート国際空港に着陸、そこで燃料の給油を行った。給油の引き換えに、犯人は19人の乗客を解放した。数時間後に847便は再び離陸し、犯人たちの指示によって飛行を再開する。午後になって、847便はアルジェリアの首都アルジェで20人の乗客を解放した。

### 乗客の射殺
その後、再び847便はベイルートに向けて飛行を再開したが、今回は着陸はしなかった。代わりに犯人たちは乗客の中からアメリカ海軍のダイバー、ロバート・ステザム二等水兵を見つけ、拳銃で右のこめかみを撃ち射殺した。遺体は、犯人たちによって旅客機から地上の道路に投げ落とされた。

### 再びベイルートとアルジェへ

コックピットから様子を伺うハイジャッカーと機長（ベイルート）

12人近くの武装兵を加えた後、847便は15日土曜日になって再びアルジェに着陸する。今度は、65人の乗客を解放した。16日に847便はまたもベイルートに向かい、午後に着陸した後そこに留まった。着陸後、残る40人の人質のうち1人が心臓病を悪化させたため解放された。39人になった人質は、30日までそのまま拘束された後解放された。その後シリアまで車で移送され、米軍機によって西ドイツへと送られた。
犯人は逮捕され、17日間のハイジャック事件は終わった。
イスラエル政府はハイジャックが終結してから700人を超えるシーア派の囚人を解放したが、ハイジャックとは無関係であり、以前から計画されていたものであるとしている。

## その後
飛行機は再び使用され、2000年に退役するまでTWAで使用されたのち、2002年に解体された。
事件で殺害されたステザム二等水兵はパープルハート章とブロンズスターメダルを授与され、アーリントン国立墓地に埋葬された。
1995年に就役したアーレイ・バーク級ミサイル駆逐艦のステザム（DDG-63）は、ステザム二等水兵にちなみ命名された。2010年には横須賀海軍施設に駐留していた「ステザム」艦上にて、ステザムは名誉最先任上級兵曹長に特進した。